# Трамбауерсвілл (Пенсільванія)
Трамбауерсвілл (англ. Trumbauersville) — місто (англ. borough) в США, в окрузі Бакс штату Пенсільванія. Населення — 904 особи (2020).

## Географія
Трамбауерсвілл розташований за координатами 40°24′48″ пн. ш. 75°22′39″ зх. д. / 40.41333° пн. ш. 75.37750° зх. д. (40.413424, -75.377368).  За даними Бюро перепису населення США в 2010 році місто мало площу 1,15 км², з яких 1,15 км² — суходіл та 0,00 км² — водойми.

### Клімат
| Клімат : Трамбауерсвілл | Клімат : Трамбауерсвілл | Клімат : Трамбауерсвілл | Клімат : Трамбауерсвілл | Клімат : Трамбауерсвілл | Клімат : Трамбауерсвілл | Клімат : Трамбауерсвілл | Клімат : Трамбауерсвілл | Клімат : Трамбауерсвілл | Клімат : Трамбауерсвілл | Клімат : Трамбауерсвілл | Клімат : Трамбауерсвілл | Клімат : Трамбауерсвілл | Клімат : Трамбауерсвілл |
| Показник                | Січ.                    | Лют.                    | Бер.                    | Квіт.                   | Трав.                   | Черв.                   | Лип.                    | Серп.                   | Вер.                    | Жовт.                   | Лист.                   | Груд.                   | Рік                     |
| Абсолютний максимум, °C | 21,0                    | 25,3                    | 30,1                    | 33,5                    | 34,4                    | 35,1                    | 38,9                    | 37,1                    | 35,7                    | 31,6                    | 26,3                    | 23,4                    | 38,9                    |
| Середній максимум, °C   | 3,1                     | 4,9                     | 9,7                     | 16,5                    | 22,1                    | 26,8                    | 29,1                    | 28,1                    | 24,3                    | 17,9                    | 11,7                    | 5,3                     | 16,7                    |
| Середня температура, °C | −1,7                    | −0,3                    | 4,1                     | 10,1                    | 15,6                    | 20,6                    | 23,1                    | 22,1                    | 18,1                    | 11,6                    | 6,2                     | 0,7                     | 10,9                    |
| Середній мінімум, °C    | −6,6                    | −5,4                    | −1,6                    | 3,8                     | 9,1                     | 14,3                    | 17,1                    | 16,2                    | 11,7                    | 5,3                     | 0,7                     | −4                      | 5,1                     |
| Абсолютний мінімум, °C  | −25,3                   | −21,3                   | −17,2                   | −8,7                    | −0,8                    | 4,3                     | 7,9                     | 5,1                     | 0,8                     | −5,1                    | −12,1                   | −19,3                   | −25,3                   |
| Норма опадів, мм        | 88                      | 72                      | 95                      | 103                     | 110                     | 110                     | 122                     | 98                      | 117                     | 110                     | 96                      | 102                     | 1223                    |
| Вологість повітря, %    | 69.0                    | 66.1                    | 61.6                    | 59.9                    | 64.0                    | 70.0                    | 70.0                    | 72.8                    | 73.7                    | 71.7                    | 71.5                    | 71.5                    | 68.5                    |
| ----------------------- | ----------------------- | ----------------------- | ----------------------- | ----------------------- | ----------------------- | ----------------------- | ----------------------- | ----------------------- | ----------------------- | ----------------------- | ----------------------- | ----------------------- | ----------------------- |
| Джерело: PRISM          |                         |                         |                         |                         |                         |                         |                         |                         |                         |                         |                         |                         |                         |

## Демографія
Згідно з переписом 2010 року, у селищі мешкали 974 особи в 361 домогосподарстві у складі 263 родин. Густота населення становила 845 осіб/км².  Було 385 помешкань (334/км²).
Расовий склад населення:
| - 97,0 % — білих - 0,8 % — азіатів - 0,6 % — чорних або афроамериканців - 0,3 % — корінних американців - 0,1 % — вихідців з тихоокеанських островів |

До двох чи більше рас належало 0,6 %. Частка іспаномовних становила 3,1 % від усіх жителів.
За віковим діапазоном населення розподілялося таким чином: 24,4 % — особи молодші 18 років, 64,7 % — особи у віці 18—64 років, 10,9 % — особи у віці 65 років та старші. Медіана віку мешканця становила 38,5 року. На 100 осіб жіночої статі у селищі припадало 106,4 чоловіків;  на 100 жінок у віці від 18 років та старших — 105,6 чоловіків також старших 18 років.
Середній дохід на одне домашнє господарство  становив 77 845 доларів США (медіана — 68 977), а середній дохід на одну сім'ю — 83 225 доларів (медіана — 73 250). Медіана доходів становила 52 443 долари для чоловіків та 41 719 доларів для жінок. За межею бідності перебувало 5,0 % осіб, у тому числі 2,7 % дітей у віці до 18 років та 13,3 % осіб у віці 65 років та старших.
Цивільне працевлаштоване населення становило 549 осіб. Основні галузі зайнятості: освіта, охорона здоров'я та соціальна допомога — 26,0 %, виробництво — 18,0 %, науковці, спеціалісти, менеджери — 10,6 %, будівництво — 10,4 %.